# Doble presencia

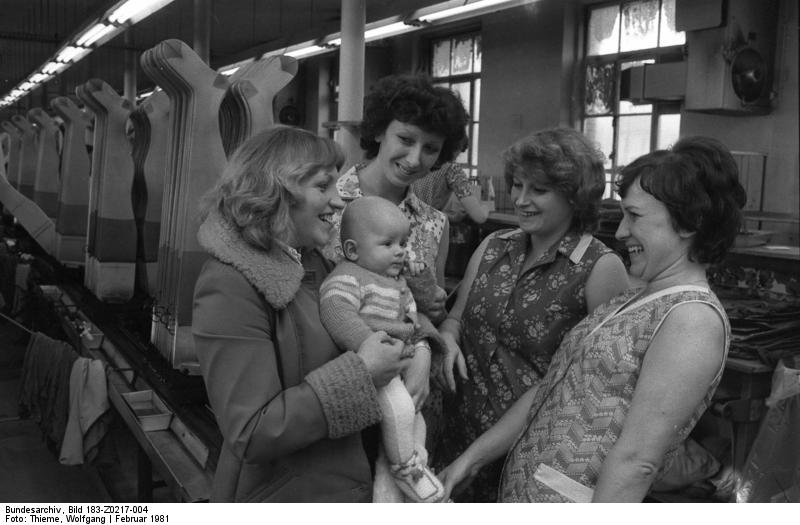
Una madre visita junto a su hijo a sus compañeras de trabajo durante su baja por maternidad.

La doble presencia, también llamada como doble jornada o doble carga, es un concepto que surge del fenómeno observable en las economías desarrolladas, por el cual hay una presencia de las mujeres en el empleo (ámbito productivo) que siempre se presenta acompañada de una presencia en el ámbito doméstico-familiar (ámbito reproductivo). Se utiliza en sociología del trabajo y en los estudios de género. 
Para las mujeres la doble presencia supone, por un lado, una “doble carga de trabajo” lo cual repercute en sus posibilidades de empleo y de carrera profesional; por otro lado, esta doble presencia pone de relieve un cambio en la identidad femenina, en el cual, el protagonismo de la mujer no está restringido únicamente al ámbito doméstico-familiar, sino que su protagonismo es ambivalente, con una síntesis entre el ámbito público y privado, entre empleo y trabajo doméstico-familiar.
Esto dificulta la manera de estudiar lo que supone la incorporación de la mujer al mercado laboral, la relación entre producción y reproducción, entre otros aspectos (como puede ser también la relación entre trabajo y desigualdad social).
La doble presencia, en opinión de la socióloga italiana Laura Balbo, que utilizó el término en el año 1978 en su artículo "La doppia presenza", es un fenómeno que surge en la modernidad tardía, es por ello un fenómeno típico de una sociedad basada en un capitalismo industrial, en el que se da una rígida separación de espacios, actividades y géneros.
El concepto de doble presencia, para esta autora, es diferente del concepto de doble jornada, ya que se quiere incidir, no ya en las dos jornadas de trabajo distintas y separables, sino en la doble carga de trabajo en un mismo espacio, tiempo y jornada.
Dado que en este tipo de sociedades los hombres ocupan tanto el espacio público, como dominan el espacio privado; la presencia femenina solo es tolerada en la esfera pública como medio de ayudar en la economía familiar para lograr la supervivencia, pero sin tener en cuenta el valor de su aportación, ni darle reconocimiento. Es por ello por lo que la doble presencia es un fenómeno que sufren de forma mayoritaria las mujeres. Esta doble presencia tiene repercusiones negativas en la salud física y mental de las mujeres que la padecen, produciéndoles estrés, ansiedad e insatisfacción, ya que sienten que al final no logran alcanzar sus objetivos en ninguna de sus múltiples facetas, como mujeres trabajadoras fuera del hogar y como mujeres responsables de los trabajos de la casa. Todo esto se ve todavía más complicado cuando tenemos en cuenta que son las mujeres las que tienen que realizar el trabajo reproductivo; de esta manera, todas estas cargas y responsabilidades hacen que las mujeres vean sus derechos y oportunidades laborales remunerables constreñidos.
De este modo la doble presencia por un lado permite la visibilidad del empleo femenino y su legitimación social, pero no ha llevado de mano la liberación de las mujeres del trabajo doméstico o el reparto equitativo del mismo; esto ha dado lugar una serie de desigualdades de género, que ha hecho que el fenómeno de la doble presencia se sitúe en el contexto de los cambios socioeconómicos de los países desarrollados.
Este fenómeno tiene una gran importancia económica (sin la doble presencia es difícil entender cómo las sociedades han conseguido su terciarización) y social (redefinición de los perfiles de la estructura social), por lo que ha sido estudiado desde diferentes perspectiva por diversos investigadores como Rosemary Crompton y Michael Mann, en su estudio “Gender and Stratification”, Cambridge, Polity Press (1986); o John MacInnes, en su trabajo, junto a Julio Pérez Díaz,  “The reproductive revolution and the sociology of reproduction”, IUSS, en University of Princeton, 2005.
Este concepto y todas las connotaciones que conlleva, hace que su estudio sea difícil e incómodo, ya que sobrepasa las categorías convencionales de análisis, tanto del sociológico como del económico, según afirma Antonella Picchio (1999).
Por otra parte, cuando abordamos el tema de la intervención social, el fenómeno de la doble presencia femenina, va a introducir un nuevo elemento de complejidad en el diseño y puesta en marcha de políticas de empleo y de políticas de igualdad entre géneros. Y esto porque la doble presencia supone por una parte modificar la relación entre géneros, en un contexto socio-productivo también cambiante, y de otra modificar, o tener en cuenta, la propia realidad del género femenino.
Así, esta doble presencia dificulta la viabilidad de muchas políticas que, en la vida real y en su puesta en práctica, no tienen en cuenta la “especificidad” del trabajo femenino.
Esto puede verse patente en la dificultad de conseguir lo que se ha llamado “la conciliación de la vida laboral y familiar”. Puede verse como los distintos presupuestos de partida y los distintos imaginarios sociales en torno al empleo o la profesión y el trabajo doméstico- familiar, siguen queriendo considerar el género femenino como un todo homogéneo (cuando no lo es) y también reflejan las resistencias del género masculino a perder parte de sus privilegios.